# گوئزدورف
گوئزدورف (به لوکزامبورگی: Géisdref) یک شهرداری در استان ویلتز کشور لوکزامبورگ است که ۲۹٫۴۱ کیلومترمربع مساحت دارد و جمعیت آن در سال ۲۰۰۹ میلادی ۱۱۰۰ نفر بوده‌است.